# Bajankhongor (provins)
Bajankhongor (mongolsk: Баянхонгор, tr. Bajankhongor) er en af Mongoliets 21 provinser. Hovedstaden hedder Bajankhongor (by).